# Přežah
Přežah je název prvního výpalu v procesu keramické výroby (druhý se nazývá ostrý výpal). Pojmem přežah se rovněž rozumí výrobky, které tímto výpalem prošly.
Přežah se pálí obvykle na teploty od 850–900 °C. jeho cílem je zejména zajistit mechanickou pevnost keramického výrobku vhodnou k další práci a manipulaci (nanášení glazur, expedice) při zachování poréznosti (tak aby výrobek byl schopen glazuru nasáknout).
Během výpalu na teplotu přežahu dojde v původně pouze vysušeném výrobku z keramické hmoty k chemickým a fyzikálním změnám, které způsobí pevnost, tvrdost, nerozpustnost (na rozdíl od suchého výrobku, který se ponořením do vody rozpadne).
Podle typu keramické hmoty také výrobek přežahem změní barevnost. Barevnost je způsobena obsahem přírodních, nebo záměrně přidaných, oxidů kovů, např. cihlově červenou způsobují oxidy železa. Při poklepu vydává již výrobek tlumený cinkavý zvuk charakteristický pro keramiku a porcelán.